# 闫淑平
闫淑平（1963年—），女，黑龙江龙江人，中国二人转表演艺术家，长春师范学院传媒科学学院副院长，一级演员，现任中国曲艺家协会副主席。